# Манастир Велика Ремета
Манастир Велика Ремета је један од најстаријих од 16 фрушкогорских манастира. Налази се у источном делу Фрушке горе, северозападно од истоименог насеља и некадашњег прњавора Велика Ремета, у чијем се атару данас налази. Манастир просторно и административно припада општини Ириг.
Манастир је посвећен светом Димитрију, а у његовом саставу се налази и црква посвећена овом свецу. У оквиру манастира се налазе и две капеле — светог Јована Крститеља из 18. века и Успенија Пресвете Богородице из 1970.

## Положај
Манастир Велика Ремета налази се на јужној страни Фрушке горе, дубоко у планини и на висини од 270 m. Удаљен је свега 5-6 km од пута Београд-Нови Сад, па је лако доступан верницима и другим посетиоцима.

## Историја
По предању, основао га је краљ Стефан Драгутин, када је у лову пао са коња и остао трајно хром и предао власт свом брату Милутину.
Није извесно време када је манастир настао, претпоставља је у питању 15. век. Постоји један писани податак из 1509. да је изасланик-калуђер деспотице Ангелине Бранковић долазио у манастир посвећен светом Димитрију (манастир Велика Ремета је посвећен овом светитељу). Први помен манастира је из 1543. године у ферману султана Сулејмана I, којим су регулисани земљишни односи између манастира и суседних спахија. У званичним изворима Велика Ремета се под тим именом јавља први пут 1562. године. Први писани помен о писању богослужбених књига у манастиру је из 1568. године.
Бројни су документи из 16. и 17. века, који се односе на материјална питања, продају и куповину земљишта, те одлазак монаха у писанију, односно да траже духовну и материјалну помоћ из Русије, у 17. и 18. веку.
Манастирска црква првобитно је грађена у стилу „рашке школе“, али су обимни грађевински радови у 18. веку учинили цркву потпуно барокном грађевином.
Сматра се да је градња манастира започета још у 15. веку. Манастир је живописан у 16. веку и изнутра и споља. Остаци фресака се изнутра могу видети још само у олтарском делу и деловима апсида, а споља у ниши изнад северних врата и на јужној страни. Времену осликавања иконостаса припадају горње партије зидова и свод, као и већина конака који окружују цркву, изведених комбинацијом камена и опеке у духу барока и доприносе изгледу утврђења.
Архитектура манастира сведочи о традицији средњег века. У основи манастирска црква је крстобразна, има правоугаоне певничке испаде и изнутра полукружну апсиду која је споља тространа.
Манастир је доста страдао 1716. приликом повлачења Турака и тада је изгорео један део библиотеке и манастирски архив.
Познато је да је обнова од Турака порушених конака започела 1720. године када је братство започело да прибавља грађу. Као ктитор манастира 1722. године јавља се архиепископ Викентије Поповић, чијом заслугом су на северној страни сазидане три ћелије, две кухиње и засведене подрумске просторије испод њих. Радови на обнови и подизању конака извођени су и током 1724. и 1732. године, а у коначно су довршени између 1764. и 1771. године.
Барокни звоник са капелом, посвећен је рођењу светог Јована Претече (светог Јована Крститеља) придодат је 1735. и спада у највише звонике. Градио га је од 1733 до 1735. немачки градитељ Јоханес Вилхелм, према наруџбини двојице браће из Карловаца, постмајстера Јакова и Андреја Андрејевића. Преко звоника се улази у цркву са западне стране.
Фасада цркве је прилагођена барокном изгледу у периоду 1733—1753. До 1941. године у цркви Св. Димитрија се налазио занимљив иконостас, који не представља јединствену целину, већ је из различитих периода, са иконама различитих вредности. На врху се налазио дуборезни сликани крст из 17. века. Престоне иконе су потписане и такође су из 17. века. Рађене су 1687. у руској царској радионици, њихови аутори су Тихон Иванов, Спиридон Виригорјев, Јован Максимов, Леонтије Стефанов, а дошле су су у манастир за време Велике сеобе Срба 1739, из манастира Раковица, као дар из Русије, за дипломатске услуге у доба Карловачког мира. Нове иконе за иконостас, непознатих аутора, израђене су у првој половини 18. века. Три најдрагоценије иконе са некадашњег иконостаса се чувају данас у Галерији Матице српске, док се једна од Тихона Иванова налази у зимској капели.
Фрушкогорски манастири су имали велику улогу у Другој сеоби Срба (1739), јер су у њима чувани бројни уметнички предмети, које су донели одбегли монаси из Србије.
Године 1721. овде је боравио Јеротеј Рачанин, који је описао свој пут у Јерусалим (1705). То је први путопис у српској књижевности.
Године 1865. манастиру Гргетегу који спада у "Архимандрије" (са архимандритима на челу) је подређена филијала Ремета.

## Старешине манастира
- Данило (Здравковић), (1973—2000).[7]
- Стефан (Вучковић), (2000—тренутни).[8]

## Страдање у Другом светском рату
На почетку Другог светског рата, након пада Краљевине Југославије и њене окупације од стране Немаца и њихових сарадника, манастир Велика Ремета, као и читав Срем, потпали су под управу квислиншке Независне државе Хрватске (НДХ). Српски православни манастири су се нашли на удару војних власти претрпевши велико разарање и пљачку. Таква судбина је посебно погодила Велику Ремету, која је темељно опљачкана, а затим разрушена.
У манастир су ушле усташке јединице и у њему остале све до пролећа 1943, тако да када је комисија загребачког Музеја за умјетност и обрт 10. септембра 1941, на челу са Владимиром Ткалчићем дошла да попише имовину манастира и да је однесе у Загреб, добар део манастирских драгоцености већ био покраден или уништен.
Комисија је преузела свега око 60 предмета из цркве, ризнице и библиотеке, те два портрета из салона: руског цара Петра Великог и Андреје Андрејевића. Од књига је преузето неколико „србуља и рукописних дела“, док су манастирска архива и преостала добра била покрадена, уништена или су пропала. Када су пролећа 1943. усташе напуштале манастир, оне су га спалиле. Кубе и кров цркве су срушени, унутрашњост цркве је упропашћена (фреске су премазане), западно крило конака је сравњено са земљом, док су остали конаци претрпели велика оштећења.
Драгоцености из манастира су чуване у Загребу све до 1946. године када је тамо отишла српска државноцрквена комисија, која је требало да изврши попис и преузимање културно-историјског блага које је у току Другог светског рата однесено из цркава и манастира Српске православне цркве са подручја НДХ.
Године 1946. од преосталих предмета формиран је Музеја Срба у Хрватској 1946. године, као посебно одељење унутар Музеја за умјетност и обрт, који је током реформи 1963. године ушао у састав Повијесног музеја Хрватске, а затим након што је ово српско одељење угашено и предмети интегрисани у друге збирке Хрватског повијесног музеја, 29. маја 1984. године извршен је још један повраћај предмета из Епархије сремске, који су након рата задржани у Загребу и тада је манастиру извршен повраћај два портрета.

## Савремено доба
Манастир је данас у добром стању. Манастирски комплекс чине црква (католикон) посвећена светом Димитрију, капеле светог Јована Крститеља из 18. века и Успенија Пресвете Богородице из 1970. године.
Манастир има највиши звоник у Срему (38,6 m) и са све четири стране је опкољен спратним конацима.
Манастир поседује мали музеј старе српске музике, дело Димитрија Стефановића, музиколога и директора музиколошког института.
У манастиру су сахрањени један од раних карловачких митрополита Стефан Метохијац.